# Currie Cup First Division 2014
La Currie Cup First Division de 2014 fue la decimosexta edición de la segunda división del rugby provincial de Sudáfrica.
El campeón fue el equipo de Griffons quienes obtuvieron su segundo campeonato.

## Sistema de disputa
El torneo se disputó en formato liga donde cada equipo se enfrentó a los equipos restantes, luego los mejores cuatro clasificados disputaron semifinales y final.

## Clasificación
| Pos. | Equipo           | Encuentros | Encuentros | Encuentros | Encuentros | Tantos | Tantos | Tantos | PB | PB | Puntos |
| Pos. | Equipo           | PJ         | PG         | PE         | PP         | F      | C      | Dif    | BO | BD | Puntos |
| ---- | ---------------- | ---------- | ---------- | ---------- | ---------- | ------ | ------ | ------ | -- | -- | ------ |
| 1.º  | Leopards         | 10         | 8          | 0          | 2          | 514    | 254    | +260   | 9  | 1  | 42     |
| 2.º  | Griffons         | 10         | 6          | 0          | 4          | 314    | 330    | −16    | 7  | 1  | 32     |
| 3.º  | SWD Eagles       | 10         | 6          | 0          | 4          | 296    | 317    | −21    | 5  | 1  | 30     |
| 4.º  | Falcons          | 10         | 5          | 0          | 5          | 303    | 323    | −20    | 5  | 1  | 26     |
| 5.º  | Boland Cavaliers | 10         | 4          | 0          | 6          | 275    | 278    | −3     | 6  | 3  | 25     |
| 6.º  | Border Bulldogs  | 10         | 1          | 0          | 9          | 211    | 411    | −200   | 2  | 2  | 8      |

|  | Semifinalistas. |

### Semifinales
| 3 de octubre | Griffons | 45 - 43 | SWD Eagles |  |  |

| 3 de octubre | Leopards | 24 - 31 | Falcons |  |  |

### Final
| 17 de octubre | Griffons | 23 - 21 | Falcons | North West Stadium, Welkom |  |

| Bandera de Sudáfrica |
| Campeón Griffons     |
| Segundo título       |